# Tiếng Anh Philippines
Tiếng Anh Philippines là phương ngữ tiếng Anh được nói ở Philippines, bao gồm cả ngôn ngữ gốc Anh được sử dụng bởi giới truyền thông và đại đa số người Philippines có học. Tiếng Anh được dạy trong các trường học là một trong hai ngôn ngữ chính thức của đất nước này, ngôn ngữ còn lại là tiếng Filipino (tiếng Tagalog). Do tính chất đa ngôn ngữ của Philippines, việc chuyển đổi như Taglish (tiếng Anh pha lẫn tiếng Tagalog) và Bislish (tiếng Anh trộn lẫn với bất kỳ ngôn ngữ Bisaya nào) phổ biến trên các lĩnh vực từ tình huống thông thường đến chính thức.